# Forsterinaria proxima
Forsterinaria proxima is een vlinder uit de onderfamilie Satyrinae van de familie Nymphalidae.
De voorvleugellengte  van de imago bedraagt 24 tot 28 millimeter. De soort komt voor van het noorden van Peru tot Bolivia.
De wetenschappelijke naam van de soort is voor het eerst geldig gepubliceerd door Hayward in 1957.